# 낙안군
낙안군(樂安郡)은 전라남도 순천시 낙안면·외서면·별량면 일부와 보성군 벌교읍, 고흥군 동강면 일부 지역에 있었던 옛 고을의 이름이다. 고려 초인 930년에 이미 낙안군이라는 지명이 나타나며, 고려시대와 조선시대에 걸쳐 계속하여 독자적인 군으로 존속해 왔으나, 1908년 폐지되었다. 옛 낙안군의 중심지였던 낙안면 지역에는 낙안읍성이 성곽은 물론 그 내부의 마을까지도 원형에 가깝게 보존되어 있어 역사적 가치가 높으며, 관광지로서도 각광을 받고 있다.

## 역사
| Daedongyeojido (Gyujanggak) 19-04.jpg |
| Daedongyeojido (Gyujanggak) 20-03.jpg |

- 본래 백제의 분차군(分嵯郡)이었다.
- 757년 분령군(分嶺郡)으로 개칭하고 충렬현(忠烈縣, 고흥군 남양면 일대), 조양현(兆陽縣, 보성군 조성면 일대), 강원현(薑原縣, 고흥군 두원면 일대), 백주현(栢舟縣, 고흥군 동강면 일대)을 관할하였다.
- 940년 낙안으로 개칭하고 나주의 속현이 되었다. 충렬현은 남양현(南陽縣)으로, 백주현을 태강현(泰江縣)으로, 강원현은 두원현(荳原縣)으로 개칭되었고, 조양현을 포함하여 낙안이 관할하던 4개현은 모두 보성군의 속현이 되었다.
- 1172년 감무를 두었다가, 뒤에 낙안군으로 승격하였다.
- 1409년 전라도의 모든 향·소·부곡이 폐지되면서 낙안군 관내의 군지부곡(軍知部曲), 가용소(加用所), 초천소(草川所), 개령소(開寧所)가 모두 폐지되었다.
- 조선시대에 지금의 벌교읍 고읍리(古邑)에 있던 군 치소를 낙안읍성으로 이전하였다.
- 1895년에 나주부 낙안군이 되었다가, 1896년에 돌산군이 신설되면서 낙안군의 섬이 모두 돌산군에 편입되고, 8월 4일에 전라남도 낙안군이 되었다.

11면 : 읍내면, 내서면, 외서면, 동상면, 동하면, 초상면, 초하면(초상·초하는 옛 초천소다), 고상면, 고하면(고상·고하는 고읍(古邑)이다), 남상면, 남하면
- 1908년 낙안군이 폐지되고, 읍내, 내서, 외서, 동상, 동하, 초상, 초하면은 순천군에, 고상, 고하, 남상, 남하면은 보성군에 편입되었다.
- 순천에 편입된 7개면은 1914년에 읍내·내서면을 낙안면으로, 동상·동하·초상·초하면을 동초면으로 통합하고 외서면은 그대로 존치하여 3개면이 되었다가, 1929년에 동초면을 낙안면, 별량면, 보성군 벌교면에 분할편입하여 폐지하고 현재 낙안면과 외서면만 남아있다.
- 보성에 편입된 4개면은 고하면을 고상면에 편입하고 남상·남하면을 남면으로 통합하여 2개면이 되었다가, 1914년에 남면 일부가 고흥군 동강면에 편입되고, 1915년에 고상면과 남면을 통합하여 벌교면이 되었다. 1929년에 순천군 동초면 일부를 편입하고 1937년에 벌교읍(筏橋邑)으로 승격하였다. 1983년에 고흥군 동강면 장도리[1]가 벌교읍에 편입되었다.